# Vendelles
Vendelles är en kommun i departementet Aisne i regionen Hauts-de-France i norra Frankrike. Kommunen ligger  i kantonen Vermand som ligger i arrondissementet Saint-Quentin. År 2022 hade Vendelles 122 invånare.

## Befolkningsutveckling
Antalet invånare i kommunen Vendelles
Referens: INSEE